# 景美橋
景美橋，是台灣北部的一座橋樑，連結臺北市文山區及新北市新店區。

## 沿革

### 第一代
- 1761年時，此橋為清代的郭錫瑠自新店青潭修建水圳，灌溉台北盆地時所興建的引水渠道。
- 當時此橋為單純的灌溉水道橋。

### 第二代
- 1908完工的鋼筋水泥橋。此橋的橋面供人車通行，橋面下有輸水幹管，連接原有的灌溉渠道。
- 從第一代橋位置改往下游移動約100公尺。
- 此橋為全台灣第一座鋼筋水泥橋。
- 此橋為紀念郭錫瑠開鑿水圳的偉績，故取名「瑠公橋」以資紀念。
- 使用55年後由於橋身老舊將其拆除。

### 第三代
- 於1963年第三代景美橋完工通車，並使用45年之久，全長80公尺，橋面淨寬7.4公尺，並在橋身兩旁加設人行步道，為一座傳統的鋼筋水泥橋。
- 灌溉水圳改採另接管線送水，景美橋此時為一單純的交通橋樑。

### 第四代
- 於2009年5月動工，於2010年9月完工。
- 橋梁採斜吊索拱橋的設計，橋面淨寬15公尺，採人車分道，橋頭設有引道直接連接景美溪自行車道。

## 圖片集

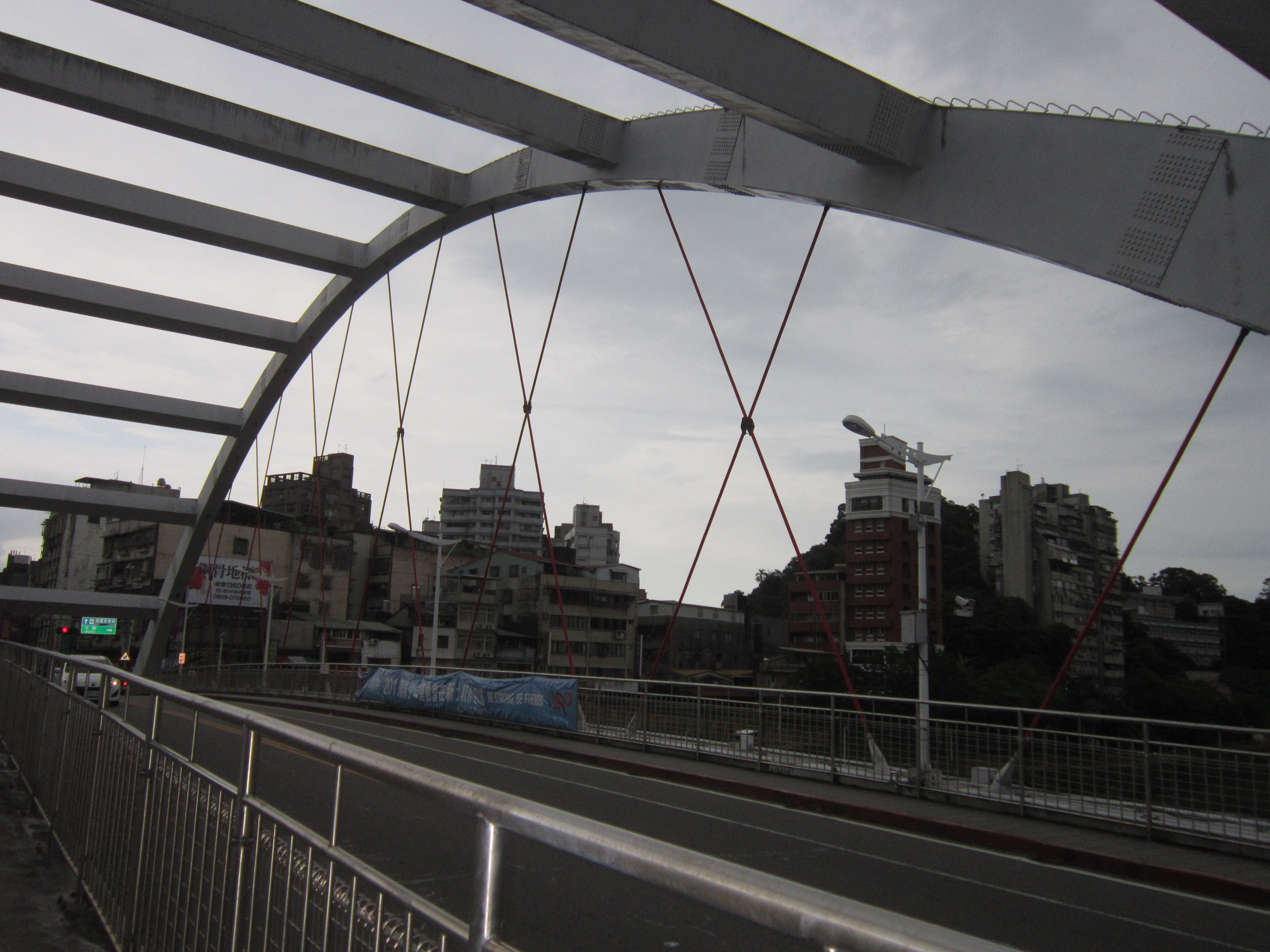
景美橋面採人車分離，以圍籬將人行道與車道隔開
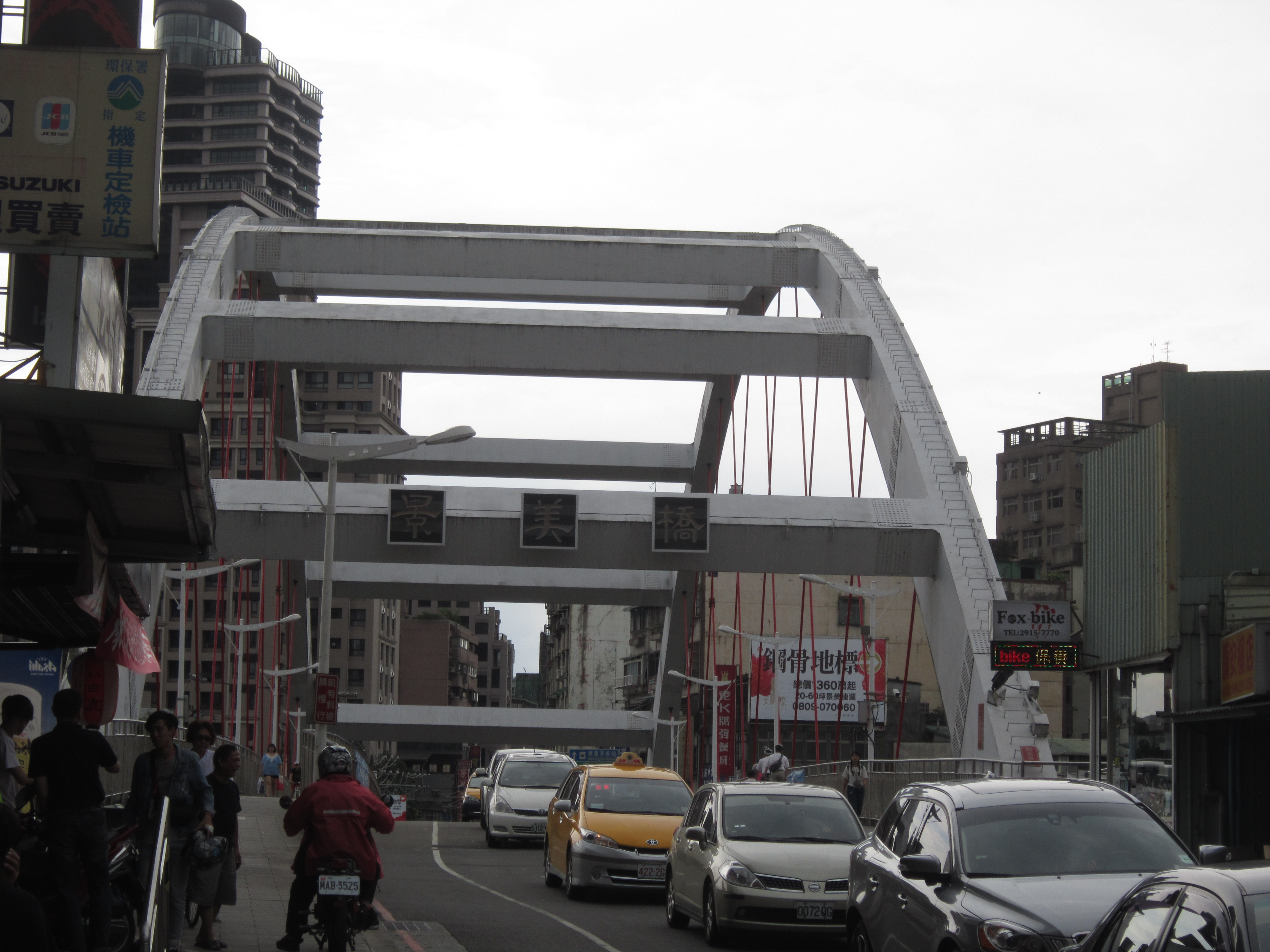
景美橋正面一景